# 352-es busz
A 352-es busz a MÁV Személyszállítási Zrt. által üzemeltetett helyközi autóbuszjárat, amely Kismaros és Szokolya, illetve némely járatával Királyrét között közlekedik.
A járat a Budapest–Szob-vasútvonalhoz kapcsolódik, ezzel fonódik össze felvevő, illetve ráhordó szerepkörben. Menetrendje is igazodik a vasúti közlekedéshez. A vonal Kismarosról indul, útja folyamatosan a 12 103-as úton vezet. Keresztülhalad Börzsönyliget üdülőövezeten, így érkezik Szokolyára. Bizonyos járatok a faluban visszafordulnak Kismaros felé, míg mások érintik Királyrétet is.
Az útvonal megegyezik a 351-es Vác-Kismaros-Szokolya járat megfelelő szakaszával.

## Megállóhelyek
Az átszállási kapcsolatok között az azonos útvonalon közlekedő 351-es busz nincsen feltüntetve.
| 0  | 0  | Kismaros, vasúti megállóhely bejárati út végállomás | 12 | 17 | 350, 353 S70 G70 Z70 , Királyréti Erdei Vasút |
| 2  | 2  | Kismaros-MORGÓ                                      | 10 | 15 | Királyréti Erdei Vasút                        |
| 4  | 4  | Börzsönyliget, vasúti megállóhely                   | 8  | 13 | Királyréti Erdei Vasút                        |
| 6  | 6  | Szokolya-Hártókút                                   | 6  | 11 | Királyréti Erdei Vasút                        |
| 8  | 8  | Szokolya-Törökpatak 98.                             | 4  | 9  |                                               |
| 10 | 10 | Szokolya, Liget utca                                | 2  | 7  |                                               |
| ∫  | ∫  | Szokolya, Lévai utca 2.                             | 1  | 6  |                                               |
| 12 | 12 | Szokolya, községháza végállomás                     | 0  | ∫  | Királyréti Erdei Vasút                        |
| 14 | ∫  | Szokolya-Paphegy                                    | ∫  | 3  |                                               |
| 15 | ∫  | Szokolya-Sernevall                                  | ∫  | 2  | Királyréti Erdei Vasút                        |
| 17 | ∫  | Szokolya-Királyrét végállomás                       | ∫  | 0  | Királyréti Erdei Vasút                        |